# Série mondiale
Cet article concerne la série finale de la Ligue majeure de baseball. Pour les articles homonymes, voir World Series Baseball.
La Série mondiale (en anglais « World Series ») est la série finale de la Ligue majeure de baseball (MLB) nord-américaine. Elle a lieu en octobre, après la saison régulière et oppose les champions de la Ligue nationale et de la Ligue américaine. Actuellement[Quand ?], la série se dispute au meilleur de sept rencontres, la première équipe avec quatre victoires décrochant le titre. 
La première Série mondiale est disputée en 1903. Les Americans de Boston menés par leur lanceur Cy Young battent les Pirates de Pittsburgh avec cinq victoires pour trois défaites. En 1904, les Giants de New York, champions de la Ligue nationale, refusent de rencontrer les Pilgrims de Boston au prétexte que le champion de la Ligue américaine leur était inférieur. Depuis 1905, les Séries mondiales se jouent au meilleur de sept rencontres, à l'exception des saisons 1919 à 1921 où elle s'est décidée au meilleur de neuf rencontres.
Les Yankees de New York ont remporté le plus grand nombre de championnat (27) dont cinq consécutivement entre 1949 et 1953. En 2001, les Diamondbacks de l'Arizona remportent le titre majeur à leur quatrième saison d'existence, pour le record du titre gagné le plus hâtivement par un club. Une seule des équipes actuelles, les Mariners de Seattle, n'a jamais participé à une Série mondiale.
L'épreuve prend le nom de « Série mondiale » (ou « World Series » en anglais) en référence aux World's Championship Series qui se disputèrent de 1884 à 1890 entre le champion de la Ligue nationale et celui de l'American Association, une ligue majeure disparue à la fin du XIXe siècle. On parle également, en Amérique du Nord, de Classique d'automne (ou « Fall Classic » en anglais) en raison de son déroulement durant la saison homonyme.
Les champions les plus récents sont les Dodgers de Los Angeles, vainqueurs de la Série mondiale 2024 face aux Yankees de New York sur le score de quatre parties à un.

## Palmarès
| 1903 | Red Sox de Boston                         | 5-3                                       | Pirates de Pittsburgh                     |                                           |                                           |
| 1904 | Pas de Série mondiale                     | Pas de Série mondiale                     | Pas de Série mondiale                     | Pas de Série mondiale                     | Pas de Série mondiale                     |
| 1905 | Giants de New York                        | 4-1                                       | Athletics de Philadelphie                 |                                           |                                           |
| 1906 | White Sox de Chicago                      | 4-2                                       | Cubs de Chicago                           |                                           |                                           |
| 1907 | Cubs de Chicago                           | 4-0-1                                     | Tigers de Détroit                         |                                           |                                           |
| 1908 | Cubs de Chicago                           | 4-1                                       | Tigers de Détroit                         |                                           |                                           |
| 1909 | Pirates de Pittsburgh                     | 4-3                                       | Tigers de Détroit                         |                                           |                                           |
| 1910 | Athletics de Philadelphie                 | 4-1                                       | Cubs de Chicago                           |                                           |                                           |
| 1911 | Athletics de Philadelphie                 | 4-2                                       | Giants de New York                        |                                           |                                           |
| 1912 | Red Sox de Boston                         | 4-3-1                                     | Giants de New York                        |                                           |                                           |
| 1913 | Athletics de Philadelphie                 | 4-1                                       | Giants de New York                        |                                           |                                           |
| 1914 | Braves de Boston                          | 4-0                                       | Athletics de Philadelphie                 |                                           |                                           |
| 1915 | Red Sox de Boston                         | 4-1                                       | Phillies de Philadelphie                  |                                           |                                           |
| 1916 | Red Sox de Boston                         | 4-1                                       | Robins de Brooklyn                        |                                           |                                           |
| 1917 | White Sox de Chicago                      | 4-2                                       | Giants de New York                        |                                           |                                           |
| 1918 | Red Sox de Boston                         | 4-2                                       | Cubs de Chicago                           |                                           |                                           |
| 1919 | Reds de Cincinnati                        | 5-3                                       | White Sox de Chicago                      |                                           |                                           |
| 1920 | Indians de Cleveland                      | 5-2                                       | Robins de Brooklyn                        |                                           |                                           |
| 1921 | Giants de New York                        | 5-3                                       | Yankees de New York                       |                                           |                                           |
| 1922 | Giants de New York                        | 4-0-1                                     | Yankees de New York                       |                                           |                                           |
| 1923 | Yankees de New York                       | 4-2                                       | Giants de New York                        |                                           |                                           |
| 1924 | Senators de Washington                    | 4-3                                       | Giants de New York                        |                                           |                                           |
| 1925 | Pirates de Pittsburgh                     | 4-3                                       | Senators de Washington                    |                                           |                                           |
| 1926 | Cardinals de Saint-Louis                  | 4-3                                       | Yankees de New York                       |                                           |                                           |
| 1927 | Yankees de New York                       | 4-0                                       | Pirates de Pittsburgh                     |                                           |                                           |
| 1928 | Yankees de New York                       | 4-0                                       | Cardinals de Saint-Louis                  |                                           |                                           |
| 1929 | Athletics de Philadelphie                 | 4-1                                       | Cubs de Chicago                           |                                           |                                           |
| 1930 | Athletics de Philadelphie                 | 4-2                                       | Cardinals de Saint-Louis                  |                                           |                                           |
| 1931 | Cardinals de Saint-Louis                  | 4-3                                       | Athletics de Philadelphie                 |                                           |                                           |
| 1932 | Yankees de New York                       | 4-0                                       | Cubs de Chicago                           |                                           |                                           |
| 1933 | Giants de New York                        | 4-1                                       | Senators de Washington                    |                                           |                                           |
| 1934 | Cardinals de Saint-Louis                  | 4-3                                       | Tigers de Détroit                         |                                           |                                           |
| 1935 | Tigers de Détroit                         | 4-2                                       | Cubs de Chicago                           |                                           |                                           |
| 1936 | Yankees de New York                       | 4-2                                       | Giants de New York                        |                                           |                                           |
| 1937 | Yankees de New York                       | 4-1                                       | Giants de New York                        |                                           |                                           |
| 1938 | Yankees de New York                       | 4-0                                       | Cubs de Chicago                           |                                           |                                           |
| 1939 | Yankees de New York                       | 4-0                                       | Reds de Cincinnati                        |                                           |                                           |
| 1940 | Reds de Cincinnati                        | 4-3                                       | Tigers de Détroit                         |                                           |                                           |
| 1941 | Yankees de New York                       | 4-1                                       | Dodgers de Brooklyn                       |                                           |                                           |
| 1942 | Cardinals de Saint-Louis                  | 4-1                                       | Yankees de New York                       |                                           |                                           |
| 1943 | Yankees de New York                       | 4-1                                       | Cardinals de Saint-Louis                  |                                           |                                           |
| 1944 | Cardinals de Saint-Louis                  | 4-2                                       | Browns de Saint-Louis                     |                                           |                                           |
| 1945 | Tigers de Détroit                         | 4-3                                       | Cubs de Chicago                           |                                           |                                           |
| 1946 | Cardinals de Saint-Louis                  | 4-3                                       | Red Sox de Boston                         |                                           |                                           |
| 1947 | Yankees de New York                       | 4-3                                       | Dodgers de Brooklyn                       |                                           |                                           |
| 1948 | Indians de Cleveland                      | 4-2                                       | Braves de Boston                          |                                           |                                           |
| 1949 | Yankees de New York                       | 4-1                                       | Dodgers de Brooklyn                       |                                           |                                           |
| 1950 | Yankees de New York                       | 4-0                                       | Phillies de Philadelphie                  |                                           |                                           |
| 1951 | Yankees de New York                       | 4-2                                       | Giants de New York                        |                                           |                                           |
| 1952 | Yankees de New York                       | 4-3                                       | Dodgers de Brooklyn                       |                                           |                                           |
| 1953 | Yankees de New York                       | 4-2                                       | Dodgers de Brooklyn                       |                                           |                                           |
| 1954 | Giants de New York                        | 4-0                                       | Indians de Cleveland                      |                                           |                                           |
| 1955 | Dodgers de Brooklyn                       | 4-3                                       | Yankees de New York                       |                                           |                                           |
| 1956 | Yankees de New York                       | 4-3                                       | Dodgers de Brooklyn                       |                                           |                                           |
| 1957 | Braves de Milwaukee                       | 4-3                                       | Yankees de New York                       |                                           |                                           |
| 1958 | Yankees de New York                       | 4-3                                       | Braves de Milwaukee                       |                                           |                                           |
| 1959 | Dodgers de Los Angeles                    | 4-2                                       | White Sox de Chicago                      |                                           |                                           |
| 1960 | Pirates de Pittsburgh                     | 4-3                                       | Yankees de New York                       |                                           |                                           |
| 1961 | Yankees de New York                       | 4-1                                       | Reds de Cincinnati                        |                                           |                                           |
| 1962 | Yankees de New York                       | 4-3                                       | Giants de San Francisco                   |                                           |                                           |
| 1963 | Dodgers de Los Angeles                    | 4-0                                       | Yankees de New York                       |                                           |                                           |
| 1964 | Cardinals de Saint-Louis                  | 4-3                                       | Yankees de New York                       |                                           |                                           |
| 1965 | Dodgers de Los Angeles                    | 4-3                                       | Twins du Minnesota                        |                                           |                                           |
| 1966 | Orioles de Baltimore                      | 4-0                                       | Dodgers de Los Angeles                    |                                           |                                           |
| 1967 | Cardinals de Saint-Louis                  | 4-3                                       | Red Sox de Boston                         |                                           |                                           |
| 1968 | Tigers de Détroit                         | 4-3                                       | Cardinals de Saint-Louis                  |                                           |                                           |
| 1969 | Mets de New York                          | 4-1                                       | Orioles de Baltimore                      |                                           |                                           |
| 1970 | Orioles de Baltimore                      | 4-1                                       | Reds de Cincinnati                        |                                           |                                           |
| 1971 | Pirates de Pittsburgh                     | 4-3                                       | Orioles de Baltimore                      |                                           |                                           |
| 1972 | Athletics d'Oakland                       | 4-3                                       | Reds de Cincinnati                        |                                           |                                           |
| 1973 | Athletics d'Oakland                       | 4-3                                       | Mets de New York                          |                                           |                                           |
| 1974 | Athletics d'Oakland                       | 4-1                                       | Dodgers de Los Angeles                    |                                           |                                           |
| 1975 | Reds de Cincinnati                        | 4-3                                       | Red Sox de Boston                         |                                           |                                           |
| 1976 | Reds de Cincinnati                        | 4-0                                       | Yankees de New York                       |                                           |                                           |
| 1977 | Yankees de New York                       | 4-2                                       | Dodgers de Los Angeles                    |                                           |                                           |
| 1978 | Yankees de New York                       | 4-2                                       | Dodgers de Los Angeles                    |                                           |                                           |
| 1979 | Pirates de Pittsburgh                     | 4-3                                       | Orioles de Baltimore                      |                                           |                                           |
| 1980 | Phillies de Philadelphie                  | 4-2                                       | Royals de Kansas City                     |                                           |                                           |
| 1981 | Dodgers de Los Angeles                    | 4-2                                       | Yankees de New York                       |                                           |                                           |
| 1982 | Cardinals de Saint-Louis                  | 4-3                                       | Brewers de Milwaukee                      |                                           |                                           |
| 1983 | Orioles de Baltimore                      | 4-1                                       | Phillies de Philadelphie                  |                                           |                                           |
| 1984 | Tigers de Détroit                         | 4-1                                       | Padres de San Diego                       |                                           |                                           |
| 1985 | Royals de Kansas City                     | 4-3                                       | Cardinals de Saint-Louis                  |                                           |                                           |
| 1986 | Mets de New York                          | 4-3                                       | Red Sox de Boston                         |                                           |                                           |
| 1987 | Twins du Minnesota                        | 4-3                                       | Cardinals de Saint-Louis                  |                                           |                                           |
| 1988 | Dodgers de Los Angeles                    | 4-1                                       | Athletics d'Oakland                       |                                           |                                           |
| 1989 | Athletics d'Oakland                       | 4-0                                       | Giants de San Francisco                   |                                           |                                           |
| 1990 | Reds de Cincinnati                        | 4-0                                       | Athletics d'Oakland                       |                                           |                                           |
| 1991 | Twins du Minnesota                        | 4-3                                       | Braves d'Atlanta                          |                                           |                                           |
| 1992 | Blue Jays de Toronto                      | 4-2                                       | Braves d'Atlanta                          |                                           |                                           |
| 1993 | Blue Jays de Toronto                      | 4-2                                       | Phillies de Philadelphie                  |                                           |                                           |
| 1994 | Pas de Série mondiale (grève des joueurs) | Pas de Série mondiale (grève des joueurs) | Pas de Série mondiale (grève des joueurs) | Pas de Série mondiale (grève des joueurs) | Pas de Série mondiale (grève des joueurs) |
| 1995 | Braves d'Atlanta                          | 4-2                                       | Indians de Cleveland                      |                                           |                                           |
| 1996 | Yankees de New York                       | 4-2                                       | Braves d'Atlanta                          |                                           |                                           |
| 1997 | Marlins de la Floride                     | 4-3                                       | Indians de Cleveland                      |                                           |                                           |
| 1998 | Yankees de New York                       | 4-0                                       | Padres de San Diego                       |                                           |                                           |
| 1999 | Yankees de New York                       | 4-0                                       | Braves d'Atlanta                          |                                           |                                           |
| 2000 | Yankees de New York                       | 4-1                                       | Mets de New York                          |                                           |                                           |
| 2001 | Diamondbacks de l'Arizona                 | 4-3                                       | Yankees de New York                       |                                           |                                           |
| 2002 | Angels d'Anaheim                          | 4-3                                       | Giants de San Francisco                   |                                           |                                           |
| 2003 | Marlins de la Floride                     | 4-2                                       | Yankees de New York                       |                                           |                                           |
| 2004 | Red Sox de Boston                         | 4-0                                       | Cardinals de Saint-Louis                  |                                           |                                           |
| 2005 | White Sox de Chicago                      | 4-0                                       | Astros de Houston                         |                                           |                                           |
| 2006 | Cardinals de Saint-Louis                  | 4-1                                       | Tigers de Détroit                         |                                           |                                           |
| 2007 | Red Sox de Boston                         | 4-0                                       | Rockies du Colorado                       |                                           |                                           |
| 2008 | Phillies de Philadelphie                  | 4-1                                       | Rays de Tampa Bay                         |                                           |                                           |
| 2009 | Yankees de New York                       | 4-2                                       | Phillies de Philadelphie                  |                                           |                                           |
| 2010 | Giants de San Francisco                   | 4-1                                       | Rangers du Texas                          |                                           |                                           |
| 2011 | Cardinals de Saint-Louis                  | 4-3                                       | Rangers du Texas                          |                                           |                                           |
| 2012 | Giants de San Francisco                   | 4-0                                       | Tigers de Détroit                         |                                           |                                           |
| 2013 | Red Sox de Boston                         | 4-2                                       | Cardinals de Saint-Louis                  |                                           |                                           |
| 2014 | Giants de San Francisco                   | 4-3                                       | Royals de Kansas City                     |                                           |                                           |
| 2015 | Royals de Kansas City                     | 4-1                                       | Mets de New York                          |                                           |                                           |
| 2016 | Cubs de Chicago                           | 4-3                                       | Indians de Cleveland                      |                                           |                                           |
| 2017 | Astros de Houston                         | 4-3                                       | Dodgers de Los Angeles                    |                                           |                                           |
| 2018 | Red Sox de Boston                         | 4-1                                       | Dodgers de Los Angeles                    |                                           |                                           |
| 2019 | Nationals de Washington                   | 4-3                                       | Astros de Houston                         |                                           |                                           |
| 2020 | Dodgers de Los Angeles                    | 4-2                                       | Rays de Tampa Bay                         |                                           |                                           |
| 2021 | Braves d'Atlanta                          | 4-2                                       | Astros de Houston                         |                                           |                                           |
| 2022 | Astros de Houston                         | 4-2                                       | Phillies de Philadelphie                  |                                           |                                           |
| 2023 | Rangers du Texas                          | 4-1                                       | Diamondbacks de l’Arizona                 |                                           |                                           |
| 2024 | Dodgers de Los Angeles                    | 4-1                                       | Yankees de New York                       |                                           |                                           |

## Nombre de participations aux Séries mondiales (modernes) par franchise
| Participation | Équipe (Dernière victoire)       | V  | D  | PCT   | Notes                                                                 |
| ------------- | -------------------------------- | -- | -- | ----- | --------------------------------------------------------------------- |
| 41            | Yankees de New York (2009)       | 27 | 14 | ,675  |                                                                       |
| 22            | Dodgers de Los Angeles (2024)    | 8  | 14 | ,333  | 1-8 en tant que Dodgers de Brooklyn                                   |
| 20            | Giants de San Francisco (2014)   | 8  | 12 | ,400  | 5-9 en tant que Giants de New York                                    |
| 19            | Cardinals de Saint-Louis (2011)  | 11 | 8  | ,579  |                                                                       |
| 14            | Athletics d'Oakland (1989)       | 9  | 5  | ,642  | 5-3 en tant que Athletics de Philadelphie                             |
| 13            | Red Sox de Boston (2018)         | 9  | 4  | ,692  | 1-0 en tant que Americans de Boston                                   |
| 11            | Cubs de Chicago (2016)           | 3  | 8  | ,273  |                                                                       |
| 11            | Tigers de Detroit (1984)         | 4  | 7  | ,364  |                                                                       |
| 10            | Braves d'Atlanta (2021)          | 4  | 6  | ,400  | 1-1 en tant que Braves de Boston, 1-1 en tant que Braves de Milwaukee |
| 9             | Reds de Cincinnati (1990)        | 5  | 4  | ,556  |                                                                       |
| 8             | Phillies de Philadelphie (2008)  | 2  | 6  | ,287  |                                                                       |
| 7             | Pirates de Pittsburgh (1979)     | 5  | 2  | ,714  |                                                                       |
| 7             | Orioles de Baltimore (1983)      | 3  | 4  | ,428  | 0-1 en tant que Browns de Saint-Louis                                 |
| 6             | Guardians de Cleveland (1948)    | 2  | 4  | ,333  |                                                                       |
| 6             | Twins du Minnesota (1991)        | 3  | 3  | ,500  | 1-2 en tant que Senators de Washington                                |
| 5             | White Sox de Chicago (2005)      | 3  | 2  | ,600  |                                                                       |
| 5             | Mets de New York (1986)          | 2  | 3  | ,400  |                                                                       |
| 4             | Royals de Kansas City (2015)     | 2  | 2  | ,500  |                                                                       |
| 5             | Astros de Houston (2022)         | 2  | 3  | ,400  |                                                                       |
| 3             | Rangers du Texas (2023)          | 1  | 2  | ,500  |                                                                       |
| 2             | Marlins de la Floride (2003)     | 2  | 0  | 1,000 |                                                                       |
| 2             | Blue Jays de Toronto (1993)      | 2  | 0  | 1,000 |                                                                       |
| 2             | Diamondbacks de l'Arizona (2001) | 1  | 1  | ,500  |                                                                       |
| 2             | Padres de San Diego              | 0  | 2  | ,000  |                                                                       |
| 2             | Rays de Tampa Bay                | 0  | 2  | ,000  |                                                                       |
| 1             | Angels d'Anaheim (2002)          | 1  | 0  | 1,000 |                                                                       |
| 1             | Nationals de Washington (2019)   | 1  | 0  | 1,000 |                                                                       |
| 1             | Brewers de Milwaukee             | 0  | 1  | ,000  |                                                                       |
| 1             | Rockies du Colorado              | 0  | 1  | ,000  |                                                                       |
| 0             | Mariners de Seattle              | 0  | 0  | ----  |                                                                       |

## Séries mondiales notables
- En 1919 éclata le scandale des Black Sox après la série opposant les White Sox de Chicago aux Reds de Cincinnati. Huit membres des White Sox furent accusés d'avoir laissé perdre leur équipe en acceptant des pots de vin et furent radiés à vie de la ligue.
- En 1959, les Dodgers de Los Angeles, anciennement Dodgers de Brooklyn, sont la première équipe de la côte Ouest des États-Unis à remporter la Série mondiale.
- En 1985, l'arbitre Don Denkinger est blâmé pour une mauvaise décision rendue en faveur des Royals de Kansas City dans le match #6. Les Royals battent Saint-Louis dans ce match avant de les massacrer 11-0 dans le suivant pour gagner la série.
- En 1986, les Red Sox de Boston ne sont qu'à une seule prise de remporter le match #6 et la série, mais ils perdent contre les Mets de New York, qui savourent le titre en remportant le 7e duel.
- En 1989, les deux équipes de la baie de San Francisco s'affrontent en Série mondiale. Quelques minutes avant le début du troisième match de la finale, le séisme de Loma Prieta secoue San Francisco, ce qui entraîne l'interruption de la série entre les Giants et les Athletics d'Oakland pendant 10 jours.
- En 1991, considérée comme l'une des plus mémorables de l'histoire[2], la Série mondiale 1991 met aux prises deux clubs ayant terminé en dernière place  l'année précédente : les Twins du Minnesota et les Braves d'Atlanta. La série gagnée par les Twins voit 5 matchs sur 7 décidés par un seul point, 3 parties en manches supplémentaires et un blanchissage de 10 manches de Jack Morris.
- En 1992, une équipe hors des États-Unis gagne pour la première fois une Série mondiale lorsque les Blue Jays de Toronto amènent le titre au Canada pour la première de deux saisons consécutives.
- En 1994, les joueurs déclenchèrent une grève qui mène à l'annulation de la fin de la saison régulière et de toutes les éliminatoires. Pour la première fois depuis 1904, il n'y avait pas de champion. Même pendant les deux Guerres mondiales, on disputa ce championnat. Les Expos de Montréal trônaient au sommet du classement à ce moment-là et tentaient de rééditer l'exploit de l'autre club canadien, les Blue Jays, soit de remporter les Séries mondiales.
- En 2001, aussi considérée comme l'une des plus spectaculaires de l'histoire[2], la Série mondiale 2001 est remportée in extremis par les Diamondbacks de l'Arizona et 3 matchs sont joués à New York moins de deux mois après les attentats du 11 septembre.
- En 2004, qui marque le centenaire des Séries mondiales, Boston brise la Malédiction du Bambino. La ville attendait une victoire en Série mondiale depuis 1918. Dans la ronde éliminatoire précédente, les Red Sox remportent 4 matchs à 3 la Série de championnat de la Ligue américaine sur leurs ennemis jurés, les Yankees de New York, après avoir perdu les 3 premiers matchs. Ce revirement de situation est une première dans l'histoire des Ligues majeures.
- En 2005, les White Sox de Chicago mettent à leur tour fin à une longue disette, remportant un titre qui leur échappait depuis 1917.
- En 2006, les champions du monde sont les Cardinals de Saint-Louis, gagnants de 83 parties contre 78 défaites en saison régulière. Il s'agit de la fiche victoires-défaites la plus modeste de l'histoire pour un gagnant du titre.
- En 2008, les Cubs de Chicago deviennent la première équipe majeure à ne pas remporter de championnat en un siècle. Leur dernière victoire en Série mondiale remontait à 1908.
- En 2011, dans un revirement de situation similaire à la Série mondiale 1986, les Rangers du Texas sont à une seule prise de remporter le titre, et ce à deux reprises. Mais les Cardinals de Saint-Louis remportent le 6e match avant de savourer le titre en triomphant dans le 7e.
- En 2013, dans un revirement de situation similaire à la Série mondiale 1991, les Red Sox de Boston ayant terminé en dernière place l'année précédente, remportent le titre contre les Cardinals de Saint-Louis lors du 6e match. Il s'agit d'un premier titre devant leurs partisans depuis 1918.
- En 2014, marqua la naissance d'une dynastie des jours modernes. Les Giants de San Francisco remportent un 3e titre en 5 ans soit en 2010, 2012 et 2014. Ils deviennent en plus la première équipe depuis les Pirates de Pittsburgh de 1979 à remporter un 7e et dernier match de Série mondiale sur le terrain de leurs adversaires, et ce face aux Royals de Kansas City.
- En 2015, les Royals de Kansas City remportent leur première Série mondiale depuis 1985, soit depuis 30 ans et ce face aux Mets de New York. Il s'agit d'un rare exploit pour un des petits marchés comme Kansas City.
- En 2016, les Cubs de Chicago remportent la Série mondiale, leur première depuis 1908, pour mettre fin à la Malédiction de Billy Goat et ainsi mettre fin à une disette de 108 ans, la plus longue du sport professionnel nord-américain. Ils battent les Indians de Cleveland, désormais l'équipe privée d'un titre depuis le plus longtemps, soit depuis la Série mondiale 1948.
- En 2017, éclata le Scandale du vol de signaux des Astros de Houston. Cela ternira plus tard cette unique Série mondiale des Astros de Houston. L'équipe a écopé d'une amende de 5 millions de dollars américains.